# Vanzosaura rubricauda

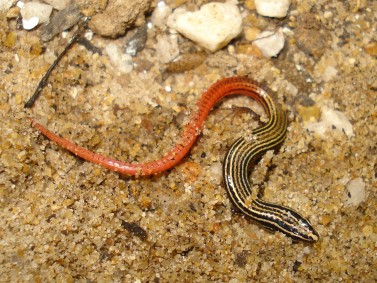
Vanzosaura rubricauda

Vanzosaura rubricauda (Boulenger, 1902) é uma espécie não-venenosa de réptil aparentemente associada a ambientes abertos, semi-fossorial e arenosos da Caatinga e do Cerrado. É abundante nas regiões que ocorre, presente em ambientes alterados. Alimenta-se de artrópodes e se reproduz durante os meses mais quentes. Popularmente conhecida como Vanzossauro-de-cauda-vermelha  ou Lagarto-do-rabo-vermelho (ocorrendo também na cor azul (Micrablepharus atticolus, Rodrigues, 1996)).

## Características
Vanzosaura rubricauda são Escamados presentes dentro do grupo dos Lepidosauria. Possuem um longa cauda vermelha e estrutura similar aos lagartos mais comuns. Animais ectodérmicos, ou seja, não consumem energia para manter sua temperatura corporal, o que se torna uma vantagem por conseguirem assim sobreviver em ambientes de poucos recursos. Escamados em geral possuem duas apomorfias que diferenciam esse grupo: Machos possuem dois órgãos copuladores também conhecidos como hemipênis e a perda da barra temporal superior, estreptostilia, que possibilitou uma maior abertura da mandíbula desses animais assim como maior variabilidade nas possibilidades de alimentação. Podem apresentar também autotomia caudal, que é a habilidade de regeneração da cauda após a perda do desse membro. 

## Distribuição
- Bolívia (Beni, Cochabamba, Santa Cruz, Tarija)[carece de fontes?]
- Argentina (Salta, Tucumán, Santiago del Estero, Catamarca, Córdoba, La Rioja)[carece de fontes?]
- Paraguai[2]
- Brasil (Mato Grosso do Sul[3], Mato Grosso, Goiás, Piauí).

## Estado de conservação
De acordo com a avalição do ICMBIO  de 2020 é considerada como menos preocupante (LC) o estado de conservação da espécie Vanzosaura rubricauda.